# Meguru Kosaka
Meguru Kosaka (小坂めぐる, Kosaka Meguru) est le nom d'une idole de la vidéo pour adultes japonaise populaire et prolifique réputée pour son tour de poitrine de 90 cm aux bonnets G. Elle est ainsi la dernière venue sur la liste d'une longue lignée d'actrices de la vidéo pornographique dotées d'une vaste poitrine et remontant à Kimiko Matsuzaka dans les années 1980.

## Biographie et carrière
Meguru Kosaka est née à Saitama (Japon) le 8 août 1986. Elle fait ses débuts au mois de décembre 2006 dans un film intitulé Great Bust Debut (すごい乳房 デビュー, Sugoi Chibusa Debut) produit par les studios Moodyz. Après plusieurs publications avec Moodyz au cours de l'année 2007, elle travaille pour maints studios de films pornographiques et parait au générique de 200 titres de vidéos réservées aux adultes dont la plupart tirent parti de sa poitrine avantageuse,.
Kosaka est une des actrices du genre les plus appréciées concrétisée par la meilleure vente de DVD au tableau du site internet de DMM où elle occupe le 23e rang au cours des six premiers mois de 2009 et le 71e sur l'année entière.
Sa vidéo Noble Sisters are Violated de 2008, qu'elle interprète avec Mai Hanano pour le compte des studios Marx Brothers, est nommée aux AV Grand Prix. En décembre 2008 elle apparait au générique de Big Tits Loving Grandfather Erotic Mischief 6 des studios Glory Quest avec l'actrice d'âge mûr Shigeo Tokuda.
Kosaka a également interprété un certain nombre de vidéos « non censurées  ». Ces dernières ont été principalement diffusées aux États-Unis par Third World Media sous la marque Asian Eyes.
Certains ont affirmé qu'elle s'était retirée de la pornographie en octobre 2008 et qu'elle cherchait du travail dans un bar à hôtesses mais elle est vite revenue à l'industrie pornographique.

## Filmographie sélective
| Titre de la vidéo, Vidéos non censurées, | Producteur N° didentification                   | Réalisateur           | Parution   | Notes                                                             |
| --- | ----------------------------------------------- | --------------------- | ---------- | ----------------------------------------------------------------- |
| Wonderful Breast Debut すごい乳房 デビュー                                                                                                   | Moodyz Diva MIDD-238                            | (Jo)Style             | 13-12-2006 | Début dans la pornographie                                        |
| Big Bust and Paipan 爆乳とパイパン | Moodyz Diva MIDD-253                            | Fubuki Sakura         | 13-01-2007 |                                                                   |
| Hyper-Digital Mosaic Vol.053 ハイパーデジタルモザイクvol.53                                                                                  | Moodyz Diva MIDD-261                            | Gonta                 | 13-02-2007 |                                                                   |
| Torture Club 拷問くらぶ | Moodyz Acid MIAD-270                            | Kenzo Nagira          | 01-03-2007 |                                                                   |
| Genuine Anal Fuck 真性アナルFUCK | Moodyz Acid MIAD-282                            | Fubuki Sakura         | 01-04-2007 |                                                                   |
| Welcome to Bakunyu Soapland 爆乳ソープへいらっしゃい                                                                                         | Crystal-Eizou Grace GRDV-055                    | Juzo Kamonohashi      | 16-11-2007 |                                                                   |
| Tora Tora Gold Vol.54 | Tora-Tora-Tora TRG-054                          |                       | 01-02-2008 | Non censuré                                                       |
| 90 cm G-cup Sexy Date With Busty, Squirting Girl 3 Meguru Kosaka 90 cm Gcup 小坂めぐる 潮吹きデート巨乳目線3                                 | Deeps DVDES-017                                 | Musuku Takigawa       | 07-02-2008 |                                                                   |
| Horny, Busty Convenience Store! やっぱりあった！巨乳コンビニ                                                                                 | V&R Products VSPDS-319                          | Musuku Takigawa       | 20-03-2008 | Avec Sakura Kawamine, Naoko Kirishima & Momo Kazuki               |
| School Girls Addicted to Love Potion これが噂の痙攣薬漬けJKモデル                                                                            | Natural High IAT-051                            | Itaka Smithringpowder | 04-04-2008 | Avec Saki Tsuji & Risa Hano                                       |
| Busty Moving Center 2 巨乳引越センター２ | V&R Products VSPDS-325                          | Tetsuya Nakai         | 17-04-2008 | Avec Meina & Mayu Benishiro                                       |
| Big Tits Orgasmic Hypnotism And Ecstasy 爆乳快楽催眠アクメ                                                                                   | Dogma DDB-062                                   | Be-Bop Minoru         | 19-04-2008 |                                                                   |
| Love Emotion : Meguru Kosaka | Pink Puncher PB-131                             |                       | 25-04-2008 | Non censuré                                                       |
| Only College Gals; G-cup Tutors Double Casts 2 女子大生限定 Ｇカップ家庭教師センター Ｗキャスト ２                                           | Up'S SUPS-049                                   | Birudasshu            | 09-05-2008 | Avec Sara Ishiguro                                                |
| The Ultimate Creampie Slut Clinic 絶対中出し出来る痴女クリニック                                                                             | Marx Brothers SMA-327                           |                       | 13-05-2008 |                                                                   |
| Creampie Raped High School Girl ザーメン中出し凌辱女子校生                                                                                   | Wanz Factory NWF-124                            | Yutaka Akiyama        | 01-06-2008 |                                                                   |
| BUSTY SWIM SCHOOL PART 5 巨乳スイミングスクール PART.5                                                                                       | V&R Products VSPDS-337                          | TAKE-D                | 05-06-2008 | Avec Roa Sumikawa, Rina Aina, Rio Takahashi & Ai Serizawa         |
| Hot Teacher At Hot Spa, Meguru 湯けむり女教師 めぐる                                                                                         | Up'S SUPS-059                                   | Junk Saito            | 13-06-2008 |                                                                   |
| Members Club Luxury Soap 会員制高級ソープ 二輪車限定 むっちりギャル専門店                                                                    | Glayz Burst BUR-210                             |                       | 20-06-2008 | Avec Aya Fukuzawa, Meina Minami & Sayaka Minami                   |
| G-Cup School Girl G cup 女子校生 | Max-A Black Max SBMX-017                        | Mr. Bee               | 27-06-2008 |                                                                   |
| 10-SQUIRTING OF E/G-CUP LOLITA GIRLS E・Ｇカップ・ロリータ潮吹き１０連発                                                                     | V&R Products VSPDS-347                          | Strawberry            | 04-07-2008 | Avec Yuri Kosaka                                                  |
| Ultra Big Tits | Prestige Erogenus Zone EZD-144                  |                       | 11-07-2008 |                                                                   |
| TWO-WAY MIRROR CAR: GALS HUNT BOYS IN YOKOHAMA マジックミラー号 激烈ボディー 逆ナンパ 横浜みなとみらい編                                     | Deep's DVDES-098                                | Steven Sotabergh      | 17-07-2008 | Avec Yuri Kosaka, Rio Hamasaki & Saki Tsuji                       |
| High-School Girl, Nakadashi 20 Times Continuously 女子校生 中出し20連発                                                                      | IEnergy IESP-423                                | Yakumo Matsubara      | 17-07-2008 |                                                                   |
| Tentacle Orgasm 3 触手アクメ3 | SOD SDMS-466                                    | Kin Ishikawa          | 17-07-2008 | Tentacle Rape Avec Meina Minami & Saki Asaoka                     |
| Meguru Clinic MEGURUクリニック | Max-A Black Max SBMX-020                        | Tabibito              | 25-07-2008 |                                                                   |
| Ecstasy Drug Trance 強制猥褻 非合法ドラッグ                                                                                                  | Wanz Factory NWF-151                            | HEY6                  | 01-08-2008 |                                                                   |
| SUPER MEGA COCK: BJ, SQUIRTING AND CREAMPIE!! Vol. 2 知らない女だけが損をする！世界最大級のメガチ○ポで強制フェラ/ハメ潮/生中出しをヤる VOL.2 | Dandy DANDY-100                                 | Hawai Nagase          | 07-08-2008 | Interracial                                                       |
| Busty Gokkun Angel 爆乳ごっくんエンジェル | M's Video Group Shock MVSD-066                  |                       | 19-08-2008 |                                                                   |
| Busty Lover, Meguru Kosaka 巨乳な彼女 小坂めぐる                                                                                             | Akinori AKNR FSET-140                           | Rascaux Kawasaki      | 21-08-2008 |                                                                   |
| My Busty Tutors Full-Cast ボクの巨乳家庭教師 フルキャスト                                                                                    | Up'S SUPS-073                                   |                       | 12-09-2008 | Avec Ai Miyazaki et 3 autres actrices                             |
| Cum in Mouth and Pussy 飲みたがるオクチとマンコ                                                                                              | M's Video Group Shock MVSD-068                  | Tatsuya Aoki          | 19-09-2008 |                                                                   |
| Busty Creampie Gal 5 生中出し巨乳ギャル５ | Cosmos Plan RMD-753                             | Tatsuhito Suzuki      | 26-09-2008 | Avec Roa Sumikawa, Manami Momosaki, Ai Miyazaki & Romihi Nakamura |
| Big Tits Busters 2 爆乳BUSTERS2 | IdeaPocket Tissue IPSD-034                      |                       | 01-10-2008 | Avec Chichi Asada & Haru Aoki                                     |
| Absolute Obedient Robot 絶対服従ロボット | Akinori AKNR FSET-150                           | YSK                   | 09-10-2008 |                                                                   |
| Extreme Pee, Meguru Kosaka ものすごい失禁 小坂めぐる                                                                                         | IEnergy IESP-444                                | Mr. WATAKANO          | 23-10-2008 |                                                                   |
| Gal Style Lesbian 4 GALと女子校生 4 | U&K Babel MGJ-04D                               |                       | 24-10-2008 | Avec Momomi Sawajiri                                              |
| Fuck Hard The Prettiest Girl! Meguru Kosaka あのかわいいコンビニの女の子とどうしてもヤリたい! 小坂めぐる                                     | Up'S SUPS-084                                   | Taira Takano          | 14-11-2008 |                                                                   |
| Ecstasy 4 Hours Lesbian & Nakadashi Special イカセ４時間 レズ＆中出しスペシャル                                                              | KMP MILD-574 RMILD-574 (location)               | Katsuya Taguchi       | 17-11-2008 |                                                                   |
| Noble Sisters Are Violated キモ男が華族姉妹を集団暴行中出し                                                                                  | Marx Brothers AVGL-137                          | Mousaku Niizato       | 22-11-2008 | Avec Mai Hanano En compétition à l'AV Grand Prix de 2009          |
| Big Tits Loving Grandfather Erotic Mischief 6 ボイン大好き亀市爺さんのHなイタズラ 六                                                         | Glory Quest Boys Kageki SKD-33                  |                       | 04-12-2008 | Avec Shigeo Tokuda                                                |
| Acme Bicycle Ejaculation! アクメ自転車がイクッ！！                                                                                           | SOD SDMS-598                                    | Hajime Yarigasaki     | 04-12-2008 |                                                                   |
| Kamikaze Premium Vol. 46 | Kamikaze KP-046                                 |                       | 05-12-2008 | Non censuré                                                       |
| Busty Lesbian 爆乳レズＷ口全ワイセツ | h.m.p. HODV-20541                               | Kaoru Toyota          | 21-12-2008 | Avec Mirai Haneda                                                 |
| Semen Craving Double Sluts 連続搾精W痴女 | Wanz Factory NWF-212                            |                       | 01-01-2009 | Avec Yumi Kazama                                                  |
| Building of Only Sex Service Shop With Hot Models 完全撮りおろし カリスマモデルだらけの超高級風俗ビル                                        | KMP MILD-584 RMILD-584 (location)               | K-West                | 16-01-2009 | Avec Yuri Kosaka, Saki Tsuji & Hikari Hino                        |
| Meguru Kosaka & Roa Sumikawa Pick Up Guys and Fuck! 稼いだ金が今日のギャラ！小坂めぐる＆澄川ロアが女子高生になりすまして援交逆ナンパ         | Deep's DVDES-149                                | AKIRA                 | 22-01-2009 | Avec Roa Sumikawa                                                 |
| The Last Paipan : Meguru Kosaka | MATSU Entertainment MTB-001                     |                       | 22-01-2009 | Non censuré                                                       |
| Non Stop Orgasm - Portio Endorphin NON STOP ORGASM ポルチオエンドルフィン                                                                    | Crystal-Eizou e-Kiss EKDV-027                   | Meo Sakamoto          | 20-02-2009 |                                                                   |
| Super High-Class Soap Charismatic Model 完全撮りおろし もしもカリスマモデルが超高級ソープ嬢だったら・・・                                    | KMP MILD-603 RMILD-603 (location exclusivement) | K-West                | 26-06-2009 | Avec Hikari Hino, Neiro Suzuka & Eku Ibuki                        |
| Hello Titty Vol. 6 | Asian Eyes TW-02696                             |                       | 23-11-2009 | Avec Haruka Aoyama, Mai Haruna & Niche Non censuré                |
| Maid In Japan | Asian Eyes TW-02714                             |                       | 15-03-2010 | Avec Aya Sakaki, Miku Anzai, Satsuki & Seira Rando Non censuré    |

## Sources
- (ja) « Meguru Kosaka Official blog » [archive du 26 mars 2013];
- (en + ja) « Meguru Kosaka », AV Idol Directory (consulté le 18 janvier 2013);
- (ja) « Meguru Kosaka - Moodyz Profile & Filmography », Moodyz (consulté le 18 janvier 2013).